# Sveta voda
Sveta voda je voda koju je blagoslovio svećenik ili koja potječe iz bunara ili izvora koji se smatra svetim. Upotreba svete vode za zaštitu od zla uobičajena je među: luteranima, anglikancima, rimokatolicima i pravoslavnim kršćanima.
Apostolske konstitucije, čiji tekstovi datiraju oko 400. godine poslije Krista, pripisuju zapovijed korištenja svete vode apostolu Mateju. Vjerojatno je da su najraniji kršćani koristili vodu za iskupljenje i pročišćavanje na način analogan njenom korištenju u židovskom zakonu ("Sad neka svećenik uzme posvećene vode u kakvu zemljanu posudu i, uzevši prašine što je na podu Prebivališta, neka je svećenik ubaci u vodu." Br 5,17).
Škropljenje svetom vodom koristi se kao sakramental koji podsjeća na krštenje. Na Zapadu je blagoslov vode tradicionalno popraćen egzorcizmom i dodavanjem egzorcizirane i blagoslovljene soli.
Sveta se voda čuva u zdencu za svetu vodu, koji se obično nalazi na ulazu u crkvu (ili ponekad u zasebnoj prostoriji ili u krstionici). Na ulazu u crkvu obično se postavljaju manje posude, kako bi se njome vjernici mogli blagosloviti pri ulasku.
U srednjem vijeku, kršćani su toliko cijenili moć svete vode da su na nekim mjestima fontane imale zaključane poklopce kako bi se spriječila krađa svete vode. Blagoslovom vode katolički svećenici slave Boga i mole ga za njegovu milost. Kao podsjetnik na krštenje, kršćani umaču prste u svetu vodu i čine znak križa kada ulaze u crkvu.
Otac John F. Sullivan, pišući početkom 20. stoljeća, primijetio je da je: "Osim izlijevanja vode za krštenje ... škropljenje svetom vodom dio ceremonije ženidbe, bolesničkog pomazanja, a koristi se i u službama za preminule." 
Nedjeljna liturgija započinje obredom blagoslova i škropljenja svetom vodom, u kojem se sveta voda škropi po zajednici; što se naziva "asperzija" (od latinskog aspergere, "poškropiti"). Ova ceremonija datira iz 9. stoljeća. "Aspergil" je četka ili grančica, koja se koristi za prskanje svetom vodom. Asperzorij je posuda u kojoj se nalazi sveta voda i u koju se uranja aspergil, iako su složeni primjeri poznati kao situle. U vodu se može dodati blagoslovljena sol, gdje je to uobičajeno.
Katolička Crkva uči da upotreba svete vode i činjenje znaka križa pri ulasku u crkvu odražava obnovu krštenja, čišćenje od lakog grijeha, kao i pružanje zaštite od zla. Ponekad je popraćena sljedećom molitvom: "Ovom svetom vodom i svojom Predragocjenom Krvlju operi, Gospodine, sve moje grijehe."
Neki katolici vjeruju da voda iz određenih svetišta (kao što je Lourdes) može donijeti iscjeljenje - iako ta voda nije ista kao tipična sveta voda koja se nalazi u župama, budući da je nije blagoslovio svećenik.